# Station Bookholzberg
Station Bookholzberg (Bahnhof Bookholzberg) is een spoorwegstation in de Duitse plaats Bookholzberg, in de deelstaat Nedersaksen. Het station ligt aan de spoorlijn Oldenburg - Bremen. Op het station stoppen alleen Regio-S-Bahntreinen van Bremen en Nedersaksen. Het station telt twee perronsporen aan één eilandperron.

## Treinverbindingen
De volgende treinserie doet station Bookholzberg aan:
| Serie | Treinsoort                  | Route                                                                            | Bijzonderheden |
| ----- | --------------------------- | -------------------------------------------------------------------------------- | -------------- |
| S3    | Regio-S-Bahn (NordWestBahn) | Bremen Hbf – Delmenhorst – Bookholzberg – Oldenburg (Oldb) Hbf – Bad Zwischenahn |                |

0,0: Oldenburg (Oldb) Hbf ·
4,3: Neuenwege ·
8,2: Wüsting ·
16,7: Hude ·
21,8: Bookholzberg ·
25,5: Schierbrok ·
27,5: Hoykenkamp ·
30,7: Delmenhorst ·
33,5: Delmenhorst Df ·
34,2: Heidkrug ·
41,8: Bremen Neustadt ·
44,4: Bremen Hauptbahnhof